# Pau Pastells i Vila
Pau Pastells i Vila (Figueres, Alt Empordà, 1848 - 1932) fou un jesuïta i historiador català.
Estudià a la seva vila nadiua la segona ensenyança i al Seminari i la Universitat de Barcelona quasi tota la carrera eclesiàstica i de filosofia i lletres, respectivament, entra en la companyia el 1866. El 1875 fou destinat a la missió de les Filipines, on va treballar molts anys, i de la qual va ser nomenat superior el 1888. Cinc anys després va haver de deixar el càrrec i retornar a Espanya per causa d'una malaltia.
Restablert a mitges, exercí durant tres anys el càrrec de secretari del Provincial d'Aragó, i després es dedicà per sencer a treballs històrics. Fruit d'aquests foren les seves obres: Misión de la Compañia de Jesús de Filipinas en el siglo XIX (3 vol., Barcelona, 1916-17). Historia de la Compañia de Jesús en la Provincia del Paraguay, según los documentos originales del Archivo general de Indias, obra que consta de cinc volums (Madrid, 1912-1925)
Abans havia publicat una nova edició (3 vol., Barcelona, 1900-1902) de l'antiga història del pare Francisco Colín, Labor evangélica de los obreros de la Compañia de Jesús en las Islas Filipinas, il·lustrant-la amb abundants notes i documents per a la història general de la sobirania d'Espanya a les Filipines, i col·laborat amb Wenceslao Emilio Retana en una altra edició (Madrid, 1897) de la Història de Mindanao y Joló, del jesuïta Francisco Combés.
Gaudí de merescuda fama entre els americanistes, i com a filipinista fou un dels més eminents.